# 耀变体
耀变体或耀星体（英语：Blazar）是一种密度极高的高变能量源，被假定为是处于寄主星系中央的超大质量黑洞。耀变体是目前已观测到的宇宙中最剧烈的天体活动现象之一，并已成为星系天文学的一个重要话题。

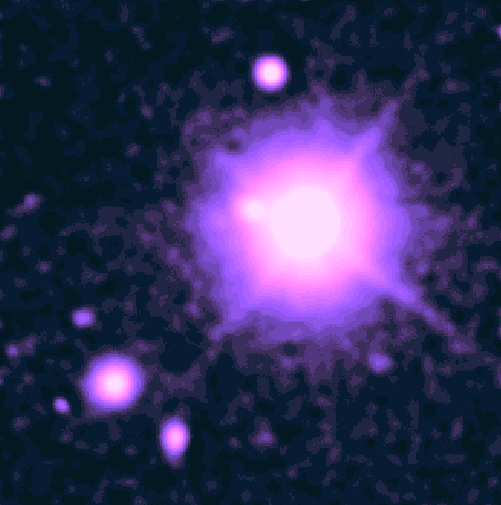
典型的耀变体——蝎虎座BL型天体PKS 2155-304的光学图像

耀变体是众多活跃星系中的一种，也被称为活跃星系核（AGN）。不过，被称为耀变体的星体并非都完全相同，其仍可分为两种：第一种是高变类星体，也被称为光学剧变类星体（为类星体中的一类）；第二种为蝎虎座BL型天体。另外还有少量耀变体可能属于“过渡耀变体”类型，即兼具光学剧变类星体和蝎虎座BL型天体的某些特征。耀变体（blazar）这个词由天文学家埃德·施皮格尔于1978年创造，用以指称上述两类天体的集合。
耀变体是一种相对论性喷流（在大概方向上）指向地球的活跃星系核。因此，对其进行观测的我们通常处于喷流的“下游”。这也说明了这两种耀变体的高变性和高密度的特征。许多耀变体甚至在喷流的数个秒差距内出现超光速运动现象，这可能是由相对论性冲击波造成的。
此外，如引力透镜效应等替代模型则可解释少量与耀变体一般特征不符的观测结果。

## 结构
耀变体和其他活跃星系核一样，都以物质落入位于寄主星系中央的超大质量黑洞同时产生能量作为其能量的最终产生机制。在引力的作用下，黑洞周围的气体、尘埃，有时还包括星体朝黑洞下落，由于具有角动量，物质形成了一个围绕黑洞的炙热的吸积盘，并进入黑洞。在此过程中，产生了大量的以光子、电子、正电子和其它基本粒子形态存在的能量。这个作用区域十分狭小，大约只有10−3秒差距大小。
此外，在黑洞周围数个秒差距的范围内还会形成一个庞大的不透光圆环，在这个该密度的区域内包含着炙热的气体。这些“云”从更靠近黑洞的区域中吸收能量，并再次辐射出去。在地球上则可以通过耀变体电磁波谱范围内的谱线探知这些“云”。
与吸积盘面相垂直的则是一对从活跃星系核中喷射而出的、携带高能量的相对论性喷流。这对喷流受到了来自吸积盘和吸积环的强大磁场和强烈辐射风的共同作用，得以保持很好的方向性。在喷流内，高能光子和其它粒子之间相互作用，同时还与强磁场发生作用。这些相对论性喷流能够到达黑洞之外数千秒差距的地方。
耀变体的这些区域都能产生多种可被观测到的能量，其中大部分以非热辐射谱的形式存在，这些辐射谱包括了从极低频率的射电到携带极高能量的伽马射线，在某些频率上的辐射甚至被高度极化了。这些非热辐射谱包括了从射电到X射线的同步辐射，以及从X射线到伽马射线的康普顿散射。热辐射谱可在红外线区域达到峰值（其中还包括了微弱的可见光辐射），这种热辐射谱可在光学剧变类星体中观测到，但是很少甚至没有在蝎虎座BL型天体中发现。

## 相对论性束射
耀变体发射的可被观测到的辐射被喷流中的狭义相对论效应所增强了，这个过程被称为相对论性束射。组成喷流的等离子体的速度能达到光速的95%-99%。(这并非典型的电子或质子的真实速度，但是由于单个粒子的运动方向不同，结果造成了等离子体的真实速度较低。)
处于静止参考系中的喷流所产生的光亮亮度与从地球上观测到的光亮亮度取决于喷流的特性——即光亮是由于冲击波还是喷流中的亮点所产生，抑或是喷流中的磁场与运动的粒子相互作用所产生的。
关于束射的简单模型揭示了基本相对论效应与处于静止参考系中的喷流所产生的光亮亮度Se以及从地球上观测的亮度So的关系，这其中还需引进天体物理学中的一个要素——即多普勒因子D。在这里，So与Se×D2成比例。
下面列出了更多的细节，其中包括多种相对论效应：
- 相对论性像差（洛伦兹收缩）：该效应对应公式中的D2。像差是狭义相对论作用的结果，在这种情况下，静止参考系中的同方向运动（在该例子中为喷流），在观察者（在该例子中为地球）看来即会在运动的那个轴向产生收缩。

- 时间膨胀效应（爱因斯坦延缓）：该效应对应D+1的因素。该效应加速了能量的释放过程。如果在耀变体自身的静止参考系中其每分钟发生一次能量喷发，在地球上的观测者看来，则可能变为每10秒中发生一次。

- 窗口效应(Windowing)：该效应对应公式总的D−1因素。该效应减缓了物质的推进速度。这种效应发生在喷流稳定的情况下，因为这时从观察者的“窗口”进行观察，作用于结果的要素较少——此时这些要素已经由于多普勒要素而被放大。然而对处于自由传播中的物质点来说，辐射仍会在D+3要素作用下被加速。

### 示例
如果喷流和地球观察者的视线存在着5度的交角(θ)，且喷流的速度达到了光速的99.9%，那么地球观察者所观测到的亮度将会是发射亮度的70倍。如果交角(θ)达到了最小值即0度，那么从地球上观测到的亮度则会是发射亮度的600倍。

### 束射扩散
相对论性束射同时还会产生另外一个重要结果。基于相同的相对论效应，反地球方向的那个喷流的光亮将会变得昏暗朦胧。所以一对两个完全相同的喷流看起来将会极不对称。这在上面的示例中就可得到证明，即交角(θ)大于35度的喷流，从地球上观测到的亮度将会小于处于静止参考系中的喷流实际的发射亮度。
此外，相对论性束射还有一个后果，即活跃星系核以随机喷射方向向四面八方喷射的、实际上均匀分布的物质，在地球上观测则会认为其分布是不均匀的。少部分交角较小的喷流会非常明亮，而其他的则显得暗弱得多。交角若不为90度，在观测中则必然会发现两个喷流的不对称现象。
这就是耀变体与射电群之间的本质联系。即使是两个本质上相同的活跃星系核，如果其中一个的喷流喷射方向接近于地球观察者的视线，另外一个又非如此，则观测结果则会大有不同。

## 发现
许多明亮的耀变体最初都被鉴定归类为银河系中的不规则变星，而非耀眼的遥远星系。这些耀变体和真正的不规则变星类似，都会在以年计或以天计的时间里发生亮度的变化，但是这种变化并没有固定的模式。
在射电天文学发展之伊始，即在天空中发现了众多的明亮的射电源。到20世纪50年代末射电望远镜得到改善、其能够有效地将个别射电源与其他可见光源区别开来之后，科学家发现了类星体。耀变体即这些早期发现的类星体中的典型代表，而首个被发现的红移星体——3C 273即是一个属于耀变体的高变类星体。

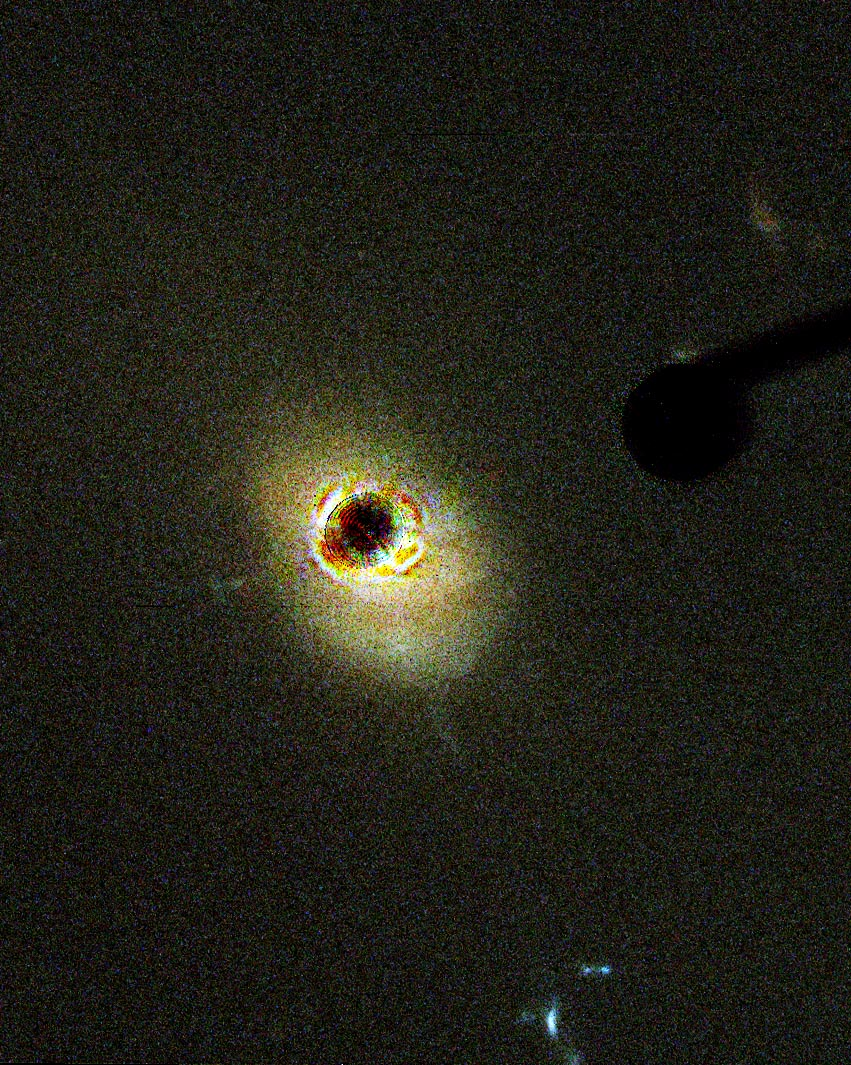
使用哈勃太空望遠鏡的先進巡天照相機拍攝的3C 273。

1968年再次发现了“变星”蝎虎BL与一个强烈射电源VRO 42.22.01之间的类似联系。蝎虎BL表现出许多类星体的特征，但是其光谱中却缺少用于确定红移的谱线。1974年，又发现了蝎虎BL可能是河外星系的微弱迹象，这可以证明蝎虎BL不是一颗恒星。
蝎虎BL是河外星系的真相并不出人意料。1972年，综合可变光和射电源等现象，科学家提议设立一个新的星系类型——蝎虎座BL型天体（BL Lacertae-type objects）。后来这个名称被缩短为"BL Lac object"或"BL Lac"。（注意后一个简称亦被用于指称首个被发现的蝎虎座BL型天体，而非整个类型。）
至2003年，已有数百个蝎虎座BL型天体被发现。

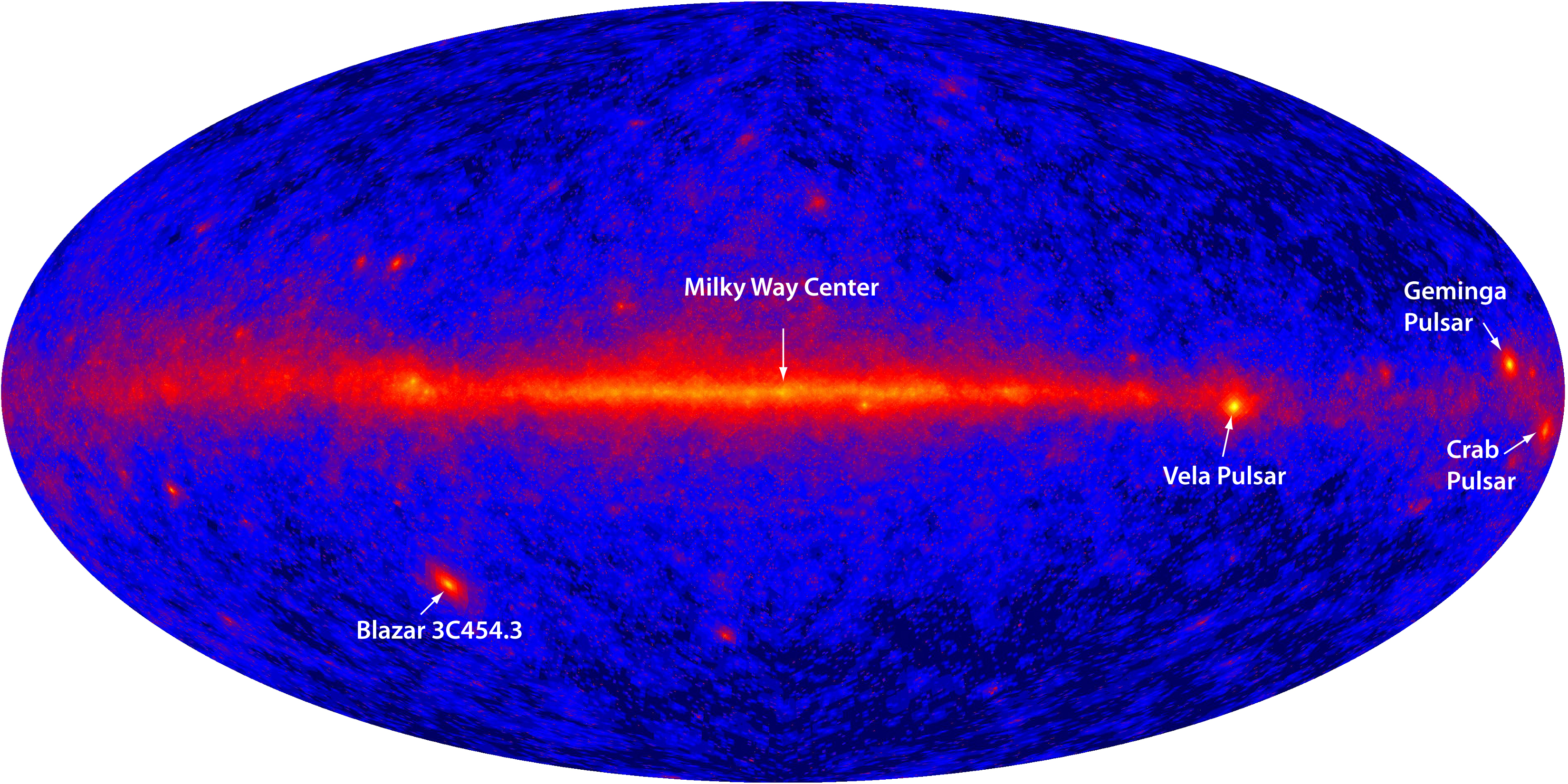
美国宇航局費米伽瑪射線空間望遠鏡拍摄的夜空全景图像显示了银河系平面（图中央）、脉冲星和超大质量黑洞的明亮辐射。其中耀变体3C 454.3位于图像的左下部

## 现今观点
耀变体被认为是其喷流喷射方向接近观察者视线的活跃星系核（AGN）。
这种特别的喷流喷射方向解释了耀变体的一般特征：如被观测到的高亮度、高变性、高极化性（与非耀变体类星体比较）和在大多数耀变体附近数个秒差距范围内都可观测到的超光速运动现象。
一个关于耀变体的统一模型正被越来越广泛的接受了，即高变类星体与较强的电波星系有关；而蝎虎座BL型天体则与较弱的电波星系有关。两类星体间的差别体现了耀变体辐射量丰度上的差别。
对相对论性喷流和统一模型进行解释的其他理论则涉及到了引力透镜效应和相对论性喷流的连续喷射理论。这些理论都无法全面的解释耀变体的全部特征。如引力透镜效应即具有消色性，能够将光谱的所有部分都进行提升和降低；很明显，这种现象没有在耀变体中发现。不过这些理论以及更多的复杂等离子物理学理论可能能够解释一些特别现象和细节。
典型的耀变体包括：3C 454.3、3C 273、3C 279、蝎虎BL、PKS 2155-304、Markarian 421和Markarian 501。后两者由于其携带及高能量（达到了万亿电子伏特级别）的伽马射线而被称为“TeV型耀变体”。